# Blood Red Sky
Blood Red Sky ist ein deutscher Actionhorrorfilm aus dem Jahr 2021. Mit über 50 Millionen Zuschauern weltweit innerhalb eines Monats gilt Blood Red Sky als erfolgreich.

## Handlung
Auf einem schottischen R.A.F.-Luftwaffenstützpunkt landet eine Passagiermaschine. Gesteuert wird sie von einem Passagier, der vom Tower instruiert wird. Schnell kommt der Verdacht einer Flugzeugentführung auf und dass der landende Passagier ein Terrorist ist. Er weigert sich, die Passagiere aus dem Flugzeug zu entlassen, weshalb ihm gedroht wird, dass Scharfschützen im Einsatz sind und die Maschine von Soldaten gestürmt werden wird.
Am Heck der Maschine öffnet eine Tür des Frachtraumes, aus dem ein kleiner Junge, Elias, klettert. Er wird von Soldaten zu einer Polizeipsychologin gebracht. Dort erzählt er die Geschichte des Fluges. Hier beginnt die Rückblende der Ereignisse.
Der junge Elias gibt alleine sein Gepäck und das seiner Mutter am Düsseldorfer Flughafen auf. Der Dame am Schalter erklärt er, dass seine Mutter bald da sein werde. Einige Zeit später empfängt er sie am Eingang und freundet sich mit dem Passagier Farid an. Er ist es, der das Flugzeug auf dem Luftwaffenstützpunkt landen wird. Während eines Gesprächs mit Elias spritzt sich dessen Mutter auf der Toilette Medizin. Elias erklärt Farid, dass sie auf der Reise nach New York sind, um einen Arzt aufzusuchen, der seine Mutter Nadja heilen kann.
An Bord der Maschine übernehmen mehrere Terroristen die Kontrolle, töten den Piloten und bringen die Passagiere in den hinteren Flugzeugbereich. Elias erkennt im Flugzeugprospekt, dass er und Nadja sich im Frachtraum verstecken können und rennt durch den Gang. Nadja, die ihn verfolgt und zurückbringen will, wird von einem Terroristen niedergeschossen. Farid nimmt Elias in Obhut.
Langsam kommt Nadja wieder zu sich und erinnert sich an eine Fahrt im Winter mit Elias und dessen Vater vor vielen Jahren: Durch eine Autopanne gezwungen, sucht der Vater nach Hilfe. Nachdem er lange Zeit nicht zurückkehrt, sucht Nadja ihn. In einer abgeschiedenen Hütte findet sie dessen Leiche und wird von einem Vampir gebissen. Der Vampir stirbt durch die aufgehende Sonne. Die immens hohe Zähigkeit ihres Vampirwesens erlaubt es Nadja verwundet wieder aufzustehen. Sie beginnt den Kampf gegen die Entführer. Problematisch ist das Ziel der Entführer: Sie planen einen Anschlag auf Großbritannien. Da sie auf dem Atlantik das Flugzeug wenden, fliegen die Passagiere nun der aufgehenden Sonne entgegen. Sobald Nadja diese zu sehen bekäme, stürbe sie.
In mehreren Kämpfen gelingt es Nadja, zusammen mit Farid und Elias ins Cockpit einzudringen und die Entführer in Schach zu halten. In Nadjas Kämpfen schafft es Eightball, ein Strohmann der Entführer, der als Steward arbeitet, Nadja mit einer Spritze Blut abzunehmen, welches er sich im weiteren Verlauf injiziert. Zum Vampir mutiert fängt er an, seine Kumpanen zu töten oder ebenfalls durch Bisse in Vampire zu verwandeln. Nadja erfährt von einem Sprengstoff an den Tanks der Maschine und dass dieser über ein Smartphone eines Entführers gestartet wird. Um die Gefahr einer Verbreitung des Vampirismus zu bannen, fasst sie den Plan, das Flugzeug mit allen verwandelten Insassen zu sprengen. Nach und nach werden alle Entführer und Passagiere zu Vampiren. Im Gefecht erlangt Elias den Besitz dieses Smartphones. Farid gelingt es unterdessen, den Autopiloten abzuschalten und die Maschine zum Luftwaffenstützpunkt zu fliegen.
Nach Elias Geschichte flieht er und rennt auf die Maschine zu. Farid wurde bereits in der Maschine verhaftet und wird abtransportiert. Soldaten entern die Maschine und werden von den Vampiren an Bord angegriffen. Elias entdeckt Farid und letzten Endes seine Mutter, die, als Vampir, aus der Maschine entkam. In Erkenntnis ihrer bereits zu weit fortgeschrittenen Verwandlung nutzt Elias den Moment, um den Zünder auszulösen und das Flugzeug explodieren zu lassen, um sämtliche Vampire zu töten.

## Hintergrund
Der Film wurde vom 3. März 2020 bis zum 17. September 2020 in Prag, Poprad, Brünn, Leipzig, Köln und Düsseldorf gedreht. Die Premiere erfolgte am 8. Juli 2021 auf dem Filmfest München. Am 23. Juli 2021 wurde Blood Red Sky auf Netflix veröffentlicht, wo der Film alleine in den ersten drei Wochen in über 50 Millionen Haushalten weltweit gestreamt wurde.

## Kritiken
Der Film erhielt überwiegend positive Kritiken; einige Kritiken fielen auch sehr negativ aus. So erreichte der Film auf der Plattform Rotten Tomatoes einen Anteil positiver Kritiken von 81 % mit einer durchschnittlichen Wertung von 6,5/10.

„Die Action an sich ist dabei nicht das, was den Film in erster Linie am Leben hält. Vielmehr sind es die vielen, oft unerwarteten Wendungen, die der Film nimmt. Er spielt die meiste Zeit im Innenraum des Flugzeugs, die Kamera dicht an den Protagonisten. Wechselt von den Passagierreihen ins Cockpit und, auch das reizvoll als Motiv, über die dem Personal vorbehaltenen Korridore in den Frachtraum.“

„Die vielen Wendungen und Plot-Twists sind zwar nicht immer logisch, dafür aber überraschend. Thorwarths Film wirkt zwar recht konstruiert, erfüllt aber fast mustergültig sämtliche Anforderungen einer modernen Streaming-Produktion.“

Der Filmkritiker Robert Hofmann empfindet Teile des Filmes nicht nur als unlogisch, sondern insbesondere das Ende als lächerlich. Die Figuren des Filmes seien alle oberflächlich, die gesamte Filmhandlung eintönig. Darin vermutet er auch den Grund, dass das Skript von vielen Studios nicht angenommen worden ist.